# Argillon
Die Argillon GmbH war ein deutscher Hersteller technischer Keramik.

## Unternehmensgeschichte
Die Anfänge des Unternehmens reichen zurück in das frühe 20. Jahrhundert. 1913 erwarben die Siemens-Schuckertwerke die damalige Porzellanfabrik Neuhaus im Landkreis Sonneberg und produzierte dort technische Porzellane für die Energieversorgung. 1733 Mitarbeiter waren in Neuhaus im Jahr 1939 beschäftigt. 1950 wurde das Werk in Neuhaus enteignet, weshalb Siemens ersatzweise im gleichen Jahr in Redwitz ein neues Porzellan-Isolatoren-Werk gründete.
Im Jahr 2002 wurde der Geschäftszweig aus dem Siemens-Konzern ausgegliedert und als Teil der Demag Holding an den US-amerikanischen Finanzinvestor Kohlberg Kravis Roberts (KKR) verkauft. Seitdem agiert das Unternehmen als eigenständige Gruppe unabhängig am Markt. Der neue Firmenname Argillon entstand als Abänderung des lateinischen Wortes 'argilla' (Tonerde).
Mitte 2006 befand sich das Unternehmen in einer wirtschaftlichen Krise. Es folgte ein Sanierungsprogramm, das unter anderem zusätzliche Investitionen und einen Sanierungstarifvertrages mit der IG Metall mit Mehrarbeit und Einkommensverluste für die Mitarbeiter umfasste. Ein Jahr später verbesserte sich die wirtschaftliche Lage von Argillon. Lag der Umsatz im Geschäftsjahr 2004/2005 bei 82,3 Millionen Euro, erreichte er während des Sanierungsjahrs 113 Millionen Euro.
Am 6. Februar 2008 verkaufte die Demag Holding Argillon an Johnson Matthey aus Großbritannien für 214 Millionen Euro.
Rund 1450 Mitarbeiter, davon 750 in Deutschland, arbeiteten im Jahr 2008 weltweit für das Unternehmen. In Redwitz, dem größten Firmenstandort und Sitz des Unternehmens, waren Entwicklung, Fertigung, Vertrieb und Service konzentriert. Hinzu kamen Tochtergesellschaften für Mittelspannungsisolatoren in Jedlina-Zdrój (Polen) und Hochspannungsisolatoren in Turda (Rumänien), ein Vertriebs- und Engineeringstandort in Alpharetta/Georgia (USA) sowie ein Vertriebsbüro in Shanghai (China).
Im November 2008 wurden die ehemals sechs Geschäftsbereiche aufgesplittet:
- Katalysatoren und Piezo, jetzt Johnson Matthey Catalysts (Germany) GmbH
- Isolatoren und Alumina, jetzt Lapp Insulators GmbH

## Geschäftsbereiche
Unter dem Oberbegriff „Technische Keramik“ gliederte sich das Unternehmen zuletzt in folgende sechs Geschäftsbereiche:
- Isolatoren
- Piezokeramik
- Alumina
- Katalysatoren für Kraftwerke
- Katalysatoren für schwere LKWs
- Katalysatoren für den Anlagenbau[5]